# Akalla (stacja metra)

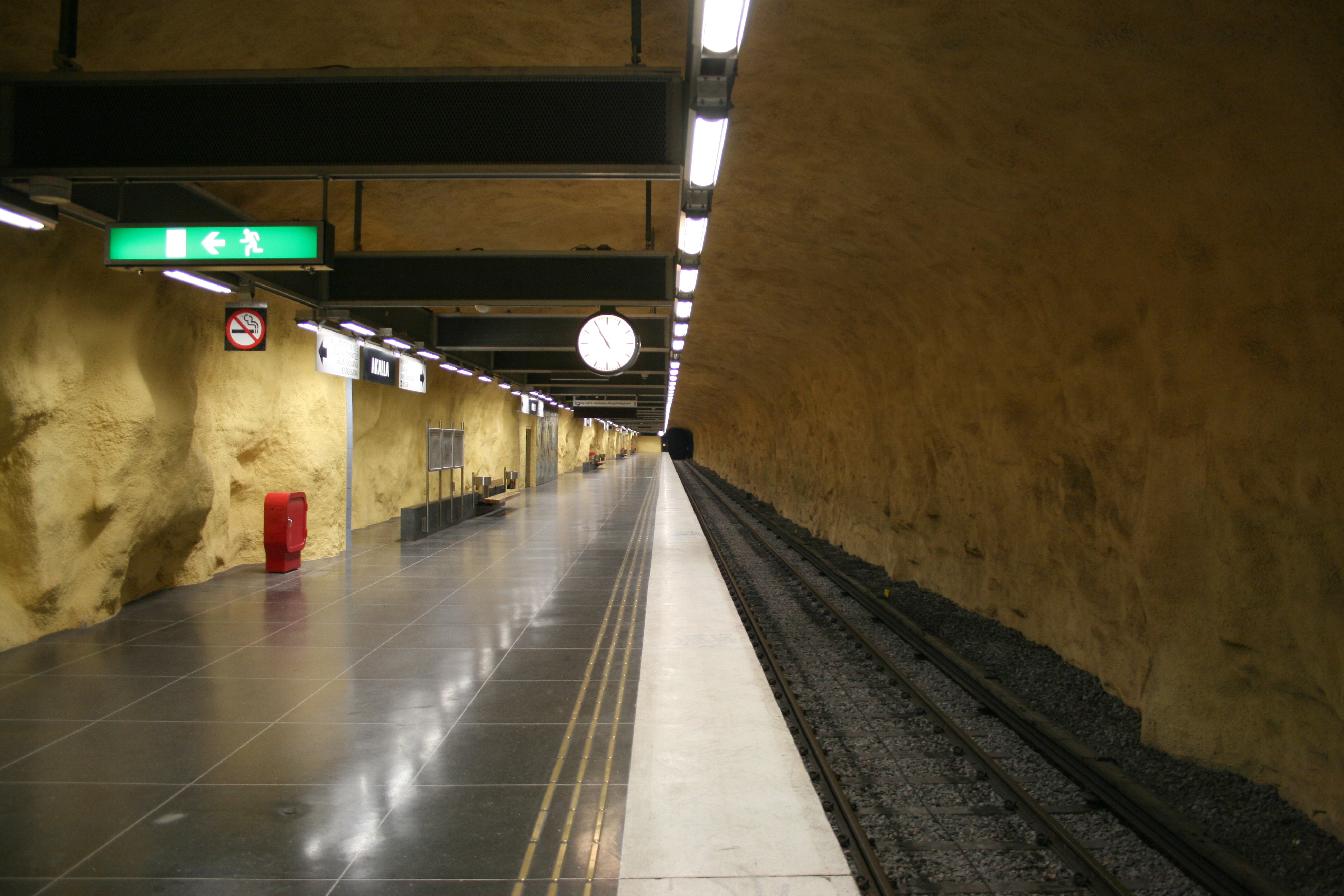
Peron

Akalla – stacja skalna sztokholmskiego metra, leży w Sztokholmie, w dzielnicy Rinkeby-Kista, na osiedlu Akalla. Stacja końcowa niebieskiej linii (T11), poprzednią stacją jest Husby. Dziennie korzysta z niej około 5400 osób.
Położona jest na głębokości 20 metrów pod Sibeliusgången. Południowe wyjście ulokowane jest przy Nystadsgatan a północne przy Akalla torg i Sveaborgsgatan. Stację otwarto 5 czerwca 1977, posiada dwa perony.
Stacja utrzymana jest w kolorze ochry. Na ścianach znajdują się ceramiczne płytki, na nich przedstawiono życie codzienne, pracę i czas wolny kobiet i mężczyzn. Autorką jest Birgit Ståhl-Nyberg (1977).

## Czas przejazdu
| Linia | Stacja          | Czas przejazdu | Stacja                                 | Czas przejazdu       |
| T11   | Kungsträdgården | 22 min         | Västra skogen Fridhemsplan T-Centralen | 13 min 17 min 20 min |

## Otoczenie
W pobliżu stacji znajdują się:
- Akallaskolan
- Kościół
- Oxhagsskolan
- Stenhagsskolan
- Akalla bollplan
- Microsoft Sverige